# مولکول ناجورهسته

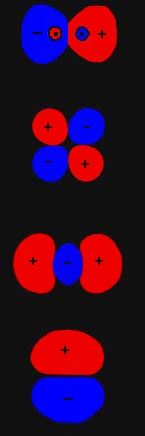
مولکول‌های ناجورهسته

یک مولکول ناجورهسته مولکولی است که از اتمهای بیش از یک عنصر شیمیایی تشکیل شده‌است.مولکول های دو اتمی ناجور هسته قطبی هستند. مولکول‌های ناجورهسته می‌توانند دواتمی یا چنداتمی باشند. برای مثال، مولکول آب (H۲O) یک مولکول ناجورهسته چنداتمی است زیرا از اتم‌های دو عنصر گوناگون هیدروژن (H) و اکسیژن (O) تشکیل شده‌است و در کل نیز بیش از دو اتم دارد. مولکول هیدروژن فلوئورید (HF) نیز یک مولکول ناجورهسته دواتمی است.
به‌طور مشابه، یک یون ناجورهسته یونی است که شامل اتم‌های بیش از یک عنصر شیمیایی است. برای مثال، آنیون کربنات (−CO۳۲) ناجورهسته است چرا که از اتم عناصر گوناگون کربن (C) و اکسیژن (O) تشکیل شده‌است. سبک‌ترین یون ناجورهسته، یون هلیم هیدرید (+HeH) است. نوع دیگری از یون‌ها یون جورهسته هستند که در آن تمام اتم‌ها مختص به یک عنصر می‌شوند، مانند کاتیون دی‌هیدروژن، یا یون‌های اتمی که فقط شامل یک اتم مانند آنیون هیدرید (−H) می‌شوند.
مولکول‌ها و یون‌های ناجورهسته دواتمی حتماً قطبی هستند؛ یعنی توزیع ابر الکترونی روی آن‌ها نامتقارن است؛ اما مولکول‌ها و یون‌های ناجورهسته چنداتمی، وابسته به ساختار فضایی آن مولکول یا یون، می‌توانند قطبی یا ناقطبی باشند.